# Sarayhan, Aksaray
Sarayhan là một thị trấn thuộc huyện Aksaray, tỉnh Aksaray, Thổ Nhĩ Kỳ. Dân số thời điểm năm 2010 là 1.16 người.